# Oasele și mușchii mâinii
Oasele mâinii sunt în număr de 27,grupate în:carpiene,metacarpiene și falange.Carpienele sunt în număr de 8 ,grupate în 2 rânduri:proximal și distal.Rândul proximal cuprinde:scafoidul,semilunarul,piramidalul și pisiformul.Rândul distal cuprinde:trapez,trapezoid,hamat și capitat.Metacarpienele sunt în număr de 5,se numerotează radio-ulnar.Fiecare metacarpian prezintă:baza,corpul și capul care se articulează cu falanga proximală.Falangele sunt în număr de 14,cate 3 pentru fiecare deget cu excepția policelui care prezintă doar 2 falange.Se diferențiază falanga proximală,falanga mijlocie și falanga distală.
Mușchii mâinii sunt în număr de 19:loja tenară conține 4 mușchi,loja hipotenară conține 4 mușchi,lombricalii sunt în număr de 4,interosoșii anteriori sunt în număr de 3 iar interosoșii posteriori sunt în număr de 4.
Loja tenară conține:abductorul scurt al policelui,adductorul policelui,opozantul policelui și flexorul scurt al policelui.Opozantul policelui are originea pe retinaculul flexorilor și trapez,inserția este pe primul metacarpian.Inervația este asigurată de nervul radial.Are acțiunea de a pune degetul în opozabilitate.
Flexorul scurt al degetului mic are originea pe retinaculul flexorilor și cârligul hamatului,se inserează pe metacarpianul 5.Inervația e asigurată de nervul ulnar și este flexor al degetului mic.